# Hugo Scala Jr.
Pour les articles homonymes, voir Scala.
Hugo Scala Jr., né le 29 décembre 1997, est un coureur cycliste américain. Il est membre de l'équipe Project Echelon Racing.

## Biographie
Hugo Scala Jr. est né à Monterrey au Mexique,. À l'âge de trois ans, il déménage à Dallas, où il passe la plus grande partie de son enfance. Rapidement intéressé par le sport, il pratique d'abord le triathlon. Il bascule finalement vers le cyclisme au lycée. En parallèle de sa carrière sportive, il suit des études en gestion d'entreprise et en finance à l'université Marian, basée dans l'État du Wisconsin. 
En 2019, il se classe notamment quatrième du championnat des États-Unis sur route espoirs. Deux ans plus tard, il décroche trois tops dix sur des étapes de la Joe Martin Stage Race. Il intègre ensuite le club Project Echelon Racing en 2022. Avec cette formation, il se distingue de nouveau sur la Joe Martin Stage Race en terminant troisième de la dernière étape. Il brille aussi dans des critériums américains. 
En 2023, il reste dans l'effectif de Project Echelon Racing, qui devient une équipe continentale. Cette évolution lui permet de participer à davantage de compétitions professionnelles en Europe. Durant l'été 2024, il s'impose sur une étape du Tour du Portugal, devant son dernier compagnon d'échappée,. Il s'agit de sa première victoire acquise sur une compétition inscrite au calendrier de l'UCI.

## Palmarès et résultats

### Palmarès par année
- 2017
  - Texas State Criterium Championship
  - 2e du Tulsa Tough
- 2019
  - Marian Midwest Cycling Classic
  - 2e de la Bucks County Classic
  - 3e de la Crystal Cup
- 2022
  - Texas State Criterium Championship
  - 2e du championnat des États-Unis sur route amateurs
- 2024
  - 5e étape du Tour du Portugal

### Classements mondiaux
| Année                                 | 2018 | 2019 | 2020 | 2021 | 2022 | 2023  | 2024  |
| ------------------------------------- | ---- | ---- | ---- | ---- | ---- | ----- | ----- |
| Classement mondial                    | nc   | nc   | nc   | nc   | nc   | 2632e | 2122e |
| UCI America Tour                      | 343e | 300e | nc   | nc   | 502e | 432e  | nc    |
|                                       |      |      |      |      |      |       |       |
| Légende : nc = non classéSource : UCI |      |      |      |      |      |       |       |